# 小姐
小姐，是在华语区广泛使用的，对女性的一种称谓，相對於男性的「先生」。但在特定的時候，此一詞彙有不同的意思。

## 意義

### 古代
“小姐”一词自古有之，宋代有“小姐”的称呼，但通常是指妓女，如《夷坚三志己》卷４〈傅九林小姐〉说傅九“与散乐林小姐绸缪”，即今日之酒家女或舞女。稱女孩是「娘子」，一般官員或有錢人家的女兒稱「小娘子」或「女娘子」，欧阳修《答连郎中》：「承贤郎、小娘子见过」。故人有佳儿女，朋友当所共庆也。”
唐代時稱女孩是「娘子」，韩愈《祭周氏侄女文》：“维年月日，十八叔叔母具时羞清酌之奠，祭于周氏二十娘子之灵。”，《醒世恒言·卖油郎独占花魁》：“秦重道：‘小娘子若用得着小可时，就赴汤蹈火，亦所不辞。’”。元代時“小姐”則是指閨女，元剧中开始频繁使用“小姐”一词，如王实甫《崔莺莺夜听琴杂剧》第三折中，崔莺莺被称为小姐，而红娘被張生稱為“小娘子”。又如关汉卿《钱大尹智勘绯衣梦》李庆安称王闰香为小姐。《西厢记》中的亦稱小姐。小姐也是僕人對女少主的稱呼。宋代以後男子对女子也稱“奴哥”，例如董解元《西厢记诸宫调》卷三：“奴哥，托付你方便子个。”女子自称“奴家”，《京本通俗小说.错斩崔宁》：“是奴家要往爹娘家去。”。

### 近代
民国以来，发展为对未婚女性的尊称，对应英语中的“Miss”（已婚女性则尊称为「太太」或「夫人」，对应英语中的Mrs），如“王小姐”；亦曾直接音譯為「密司」，如“密司王”，不加姓氏直呼“小姐”的口語用法是很普遍的，一般不含侮辱成分。在香港，服務行業如飲食業或零售業的店員面對女性顧客時，或面對一位陌生的女性時，為尊重對方，會稱她為「小姐」。在中国大陸改革开放以来，不加姓氏直呼“小姐”的口语用法曾用做对饭店、餐館等女性服务员的称谓。
但随着1980年代香港夜總會的发展，由於直稱以「妓女」一詞來稱呼夜總會的性工作者太不尊重，市民及媒體慢慢使用“舞小姐”來代替妓女，但是小姐一詞依然是一般日常女性稱呼，沿用至今。
傳入中国内地後，由於色情業氾濫，“小姐”在大陸民间已演變成為妓女的代名詞而成為禁忌，但在正式场合，“小姐”一词依然不含贬义色彩，是对于年轻女性的通用称呼语。但纵观而论，由于“小姐”一词已为较易引起纷争的敏感词，故在正式用语中渐由“女士”这一称谓所取代。
一些選美活動雖以「XX小姐」為名，例如香港小姐、亞洲小姐等，但為免引起誤會，不論大會司儀或傳媒皆會以“佳麗”稱呼參賽者。

## 對小姐負面的爭議
「小姐」自古是古雅高貴的女性，代表富貴、傳統、禮儀，比一般稱呼的「姑娘」更文雅。因此不少人都認為：「不必將此稱呼看得太重，同時越去避諱一個詞語反而使該詞語更趨負面，所以鼓勵女性以『小姐』相稱以減少負面形象，而且在正式场合，『小姐』仍是正式的稱謂。」
在臺灣中的發展，最早期時候「小姐」是意指「千金小姐」，是對女性的通用尊稱，到現在依然如此。另外，原稱為「妓女」的情色行業女子與皮條客為了掩飾其不法行業，刻意以「小姐」稱呼，意圖以「小姐」的通用尊稱閃避，但在一般場合下，稱呼一般行業女子為「小姐」，不會引起職業上的誤會。稱呼許多職位的女性，如教育、醫護、政府、專業人員等，若迴避職稱以小姐呼之，依然被認為是不恰當的。
在现今中国大陆，「小姐」很多时候带有贬义，意指从事性交易行业的妓女，和「小姐」最早的词义相同。

## 相關
- 先生
- 小哥